# 페이턴 리스트 (1998년)
페이턴 리스트(Peyton List, 1998년 4월 6일 ~ )는 미국의 배우, 모델이다. 디즈니 채널의 드라마 《제시》 그리고 이의 속편 《벙크디》의 에마 로스 역, 윔피 키드 영화 시리즈에서 홀리 힐스 역, 코브라 카이에서 토리 역, 영화 더 씨닝으로 유명해졌다.

## 출연 작품
- 디 인헤리턴스 (2024) - 캐미 애버내시 역
- 페이퍼 스파이더 (2020)
- 휴비의 핼러윈 (2020)
- 더 시닝: 새로운 세계 질서 (2018)
- 밸리 걸 (2018)
- 디어 마이 프렌드 (2018) - 애슐리 역
- 더 아웃스컬트 (2017)
- 더 씨닝 (2016)
- 윔피키드 3 (2012)
- 윔피 키드 2 (2011)
- 사이코패스 (2010)
- 타인의 뒤뜰 (2010)
- 고잉 더 디스턴스 (2010)
- 리멤버 미 (2010)
- 마법사의 제자 (2010)
- 쇼퍼홀릭 (2009)
- 27번의 결혼 리허설 (2008)